# DTAC
La compañía limitada de acceso total y público (Total Access Communication Public Company Limited -DTAC ) es el segundo mayor proveedor de tecnología GSM en teléfonos móviles de Tailandia (después de AIS). DTAC es una compañía poseída por Telenor, tanto directamente como indirectamente. El 31 de diciembre de 2009,
DTAC tenía 19,7 millones de suscriptores con una cuota de mercado aproximadamente del 30%.
El 23 de junio de 2010, el capital declarado de la compañía era de 4.744.161.260 bahts, de los cuales 4.735.622.000 bahts fue el capital desembolsado y dividido entre 2.367.811.000 de acciones ordinarias con un valor nominal de 2 Baht.
DTAC ha ganado el premio al mejor operador de servicios móviles de Tailandia durante tres años consecutivos (2005 - 2007) de los Asian Mobile News Awards, organizados por la revista Asian Mobile News.

## Servicios y cobertura
DTAC dice tener la segunda mayor cobertura del país, comparado a su principal competidor, AIS, con 8.300 estaciones de transferencia instaladas durante 2008 en las frecuencias de 800 MHz y 1800 MHz. En 2010, DTAC ofreció los servicios GPRS y EDGE en sus ofertas prepago y de contrato, denominado DTAC Happy. El acceso ilimitado a Internet cuesta 999 Baht por mes o 49 Baht por día (también hay numerosos planes que cobran por hora, y desde 2010, también se introdujeron los planes basados en el tráfico de datos, debido a la popularidad de los teléfonos inteligentes). DTAC tiene convenios de roaming con 147 países.